# The Massacre
The Massacre je 50 Centov drugi studijski album. Na tržište je izašao 3. travnja 2005., drugo izdanje je izašlo 6. rujna s remixom pjesme "Outta Control".

## Pjesme
| #  | Naslov                                            | Producent(i)                                                                        | Gostuju                                             |
| -- | ------------------------------------------------- | ----------------------------------------------------------------------------------- | --------------------------------------------------- |
| 1  | "Intro"                                           | Eminem                                                                              |                                                     |
| 2  | "In My Hood"                                      | C.Styles & Bang Out for Dangerous LLC Additional Production by: Eminem & Luis Resto |                                                     |
| 3  | "This Is 50"                                      | Black Jeruz & Sha Money XL for Teamwork Music                                       |                                                     |
| 4  | "I'm Supposed To Die Tonight"                     | Eminem Additional Production by: Luis Resto                                         |                                                     |
| 5  | "Piggy Bank"                                      | Needlz for Dry Rain Entertainment Inc.                                              | Background vocals by: Traci Nelson & Barbara Wilson |
| 6  | "Gatman and Robbin"                               | Eminem Additional Production by: Jeff & Mark Bass for FBT Productions               | Eminem                                              |
| 7  | "Candy Shop"                                      | Scott Storch for Tuff Jew Productions LLC                                           | Olivia                                              |
| 8  | "Outta Control"                                   | Dr. Dre & Mike Elizondo                                                             |                                                     |
| 9  | "Get In My Car"                                   | Hi-Tek for Hi-Tek Productions Inc.                                                  |                                                     |
| 10 | "Ski Mask Way"                                    | Disco D Additional Production by: Eminem & Luis Resto                               |                                                     |
| 11 | "A Baltimore Love Thing"                          | Cue Beats for On Cue Productions Inc.                                               |                                                     |
| 12 | "Ryder Music"                                     | Hi-Tek for Hi-Tek Productions Inc.                                                  | Background vocals by: Dion, Ruben Cruz and Conesha  |
| 13 | "Disco Inferno"                                   | C.Styles & Bang Out for Dangerous LLC                                               |                                                     |
| 14 | "Just a Lil Bit"                                  | Scott Storch for Tuff Jew Productions LLC Sitar Guitar by: Mike Elizondo            |                                                     |
| 15 | "Gunz Come Out"                                   | Dr. Dre & Mike Elizondo                                                             |                                                     |
| 16 | "My Toy Soldier"                                  | Eminem Additional Production by: Luis Resto                                         | Tony Yayo                                           |
| 17 | "Position of Power"                               | J. R. Rotem for Net Worth Entertainment                                             |                                                     |
| 18 | "Build You Up"                                    | Scott Storch for Tuff Jew Productions LLC                                           | Jamie Foxx                                          |
| 19 | "God Gave Me Style"                               | Needlz for Dry Rain Entertainment Inc.                                              |                                                     |
| 20 | "So Amazing"                                      | J. R. Rotem for Net Worth Entertainment                                             | Olivia                                              |
| 21 | "I Don't Need 'Em"                                | Buckwild for Kurrup Money Entertainment                                             |                                                     |
| 22 | "Hate It Or Love It (G-Unit Remix)" [Bonus Track] | Cool & Dre                                                                          | The Game, Tony Yayo, Young Buck & Lloyd Banks       |

### Posedno izdanje
| #  | Naslov                        | Producent                                                                           | Gosti      |
| -- | ----------------------------- | ----------------------------------------------------------------------------------- | ---------- |
| 1  | "Intro"                       | Eminem                                                                              |            |
| 2  | "In My Hood"                  | C.Styles & Bang Out for Dangerous LLC Additional Production by: Eminem & Luis Resto |            |
| 3  | "This Is 50"                  | Black Jeruz & Sha Money XL for Teamwork Music                                       |            |
| 4  | "I'm Supposed To Die Tonight" | Eminem Additional Production by: Luis Resto                                         |            |
| 5  | "Piggy Bank"                  | Needlz for Dry Rain Entertainment Inc.                                              |            |
| 6  | "Gatman and Robbin"           | Eminem Additional Production by: Jeff & Mark Bass for FBT Productions               | Eminem     |
| 7  | "Candy Shop"                  | Scott Storch for Tuff Jew Productions LLC                                           | Olivia     |
| 8  | "Outta Control (Remix)"       | Dr. Dre & Mike Elizondo                                                             | Mobb Deep  |
| 9  | "Get In My Car"               | Hi-Tek for Hi-Tek Productions Inc.                                                  |            |
| 10 | "Ski Mask Way"                | Disco D Additional Production by: Eminem & Luis Resto                               |            |
| 11 | "A Baltimore Love Thing"      | Cue Beats for On Cue Productions Inc.                                               |            |
| 12 | "Ryder Music"                 | Hi-Tek for Hi-Tek Productions Inc.                                                  |            |
| 13 | "Disco Inferno"               | C.Styles & Bang Out for Dangerous LLC                                               |            |
| 14 | "Just a Lil Bit"              | Scott Storch for Tuff Jew Productions LLC Sitar Guitar by: Mike Elizondo            |            |
| 15 | "Gunz Come Out"               | Dr. Dre & Mike Elizondo                                                             |            |
| 16 | "My Toy Soldier"              | Eminem Additional Production by: Luis Resto                                         | Tony Yayo  |
| 17 | "Position of Power"           | J. R. Rotem for Net Worth Entertainment                                             |            |
| 18 | "Build You Up"                | Scott Storch for Tuff Jew Productions LLC                                           | Jamie Foxx |
| 19 | "God Gave Me Style"           | Needlz for Dry Rain Entertainment Inc.                                              |            |
| 20 | "So Amazing"                  | J. R. Rotem for Net Worth Entertainment                                             | Olivia     |
| 21 | "I Don't Need 'Em"            | Buckwild for Kurrup Money Entertainment                                             |            |